# 岡田三善
岡田 三善（おかだ みよし、1869年9月21日〈明治2年8月16日〉 - 1927年〈昭和2年〉12月12日）は、明治から昭和初期の大日本帝国海軍軍人、政治家。最終階級は海軍少将。神奈川県横須賀市長。

## 経歴
愛知県出身。1890年（明治23年）4月、海軍兵学校第16期卒業。「操江」航海士として日清戦争に出征。日露戦争では「龍田」水雷長として出征、日本海海戦時は「筑紫」副長を務めた。
1912年（大正元年）12月、海軍大佐に進み、横須賀鎮守府附となる。ついで「笠置」艦長、「高千穂」艦長、横須賀海兵団長兼「壱岐」艦長、「厳島」艦長、「橋立」艦長を歴任した。1918年（大正7年）12月、海軍少将に進級と同時に待命し、翌年8月、予備役編入となった。
予備役編入後は、逗子開成中学校長を経て、三上文太郎と1票差で横須賀市長に選ばれ、1927年（昭和2年）7月、就任した。助役に安藤喜八を置き、勇躍処政に就いた矢先、病気のため急死した。墓所は谷中霊園。

## 栄典
位階
- 1901年（明治34年）4月20日 - 従六位[5]
- 1905年（明治38年）9月12日 - 正六位[6]
- 1910年（明治43年）10月21日 - 従五位[7]
- 1915年（大正4年）11月11日 - 正五位[8]
- 1919年（大正8年）8月30日 - 従四位[9]

勲章
- 1895年（明治28年）11月18日 - 明治二十七八年従軍記章[10]
- 1902年（明治35年）5月10日 - 明治三十三年従軍記章[11]
- 1906年（明治39年）4月1日 - 勲四等旭日小綬章・明治三十七八年従軍記章[12]
- 1919年（大正8年）12月15日 - 大正三年乃至九年戦役従軍記章[13]